# 4002 Shinagawa
4002 Shinagawa (1950 JB) là một tiểu hành tinh vành đai chính được phát hiện ngày 14 tháng 5 năm 1950 bởi K. Reinmuth ở Heidelberg.